# Dane (Slovenia)
Dane è una località del comune sloveno di Loška Dolina, nella regione della Carniola Interna-Carso.

## Storia
Nel 1941, in seguito all'invasione nazifascista della Jugoslavia, al pari di tutta la Slovenia centro-meridionale, Dane fu inclusa nel territorio della neo-costituita provincia di Lubiana.
Il 31 luglio 1942 le truppe d'occupazione italiane fucilarono sei abitanti del villaggio (Franc Žnidaršič, Janez Kranjc, Franc Škerbec, Feliks Žnidaršič ed Edvard Škerbec) secondo i dettami della Circolare 3C del generale Mario Roatta. La fucilazione dei sei uomini fu immortalata da una fotografia.
Nei primi anni duemila lo scatto dei sei fucilati di Dane fu riscoperto dalla storiografia italiana venendo però erroneamente associato ai massacri delle foibe. L'attribuzione errata fu fatta anche nel 2012 dalla trasmissione della RAI Porta a Porta suscitando così le proteste del ministero degli esteri sloveno.

## Monumenti e luoghi d'interesse
- Chiesa di Sant'Urbano
- Cappella di Sant'Isidoro